# Cessières
Cessières war eine französische Gemeinde mit 481 Einwohnern (Stand: 1. Januar 2022) im Département Aisne in der Region Hauts-de-France; sie gehörte zum Arrondissement Laon und zum Kanton Laon-1.
Zum 1. Januar 2019 wurde Cessières mit der Kommune Suzy zur Commune nouvelle Cessières-Suzy zusammengelegt. Seitdem ist Cessières eine Commune déléguée.

## Geografie
Cessières liegt etwa neun Kilometer westlich von Laon. Umgeben wird Cessières von den Nachbarortschaften Bucy-lès-Cerny im Norden, Molinchart im Osten, Laniscourt im Südosten, Montbavin im Süden, Faucoucourt im Südwesten sowie Suzy im Westen.

## Bevölkerungsentwicklung
| Jahr                      | 1962 | 1968 | 1975 | 1982 | 1990 | 1999 | 2006 | 2013 |
| Einwohner                 | 255  | 254  | 247  | 288  | 416  | 437  | 437  | 474  |
| Quelle: Cassini und INSEE |      |      |      |      |      |      |      |      |

## Sehenswürdigkeiten

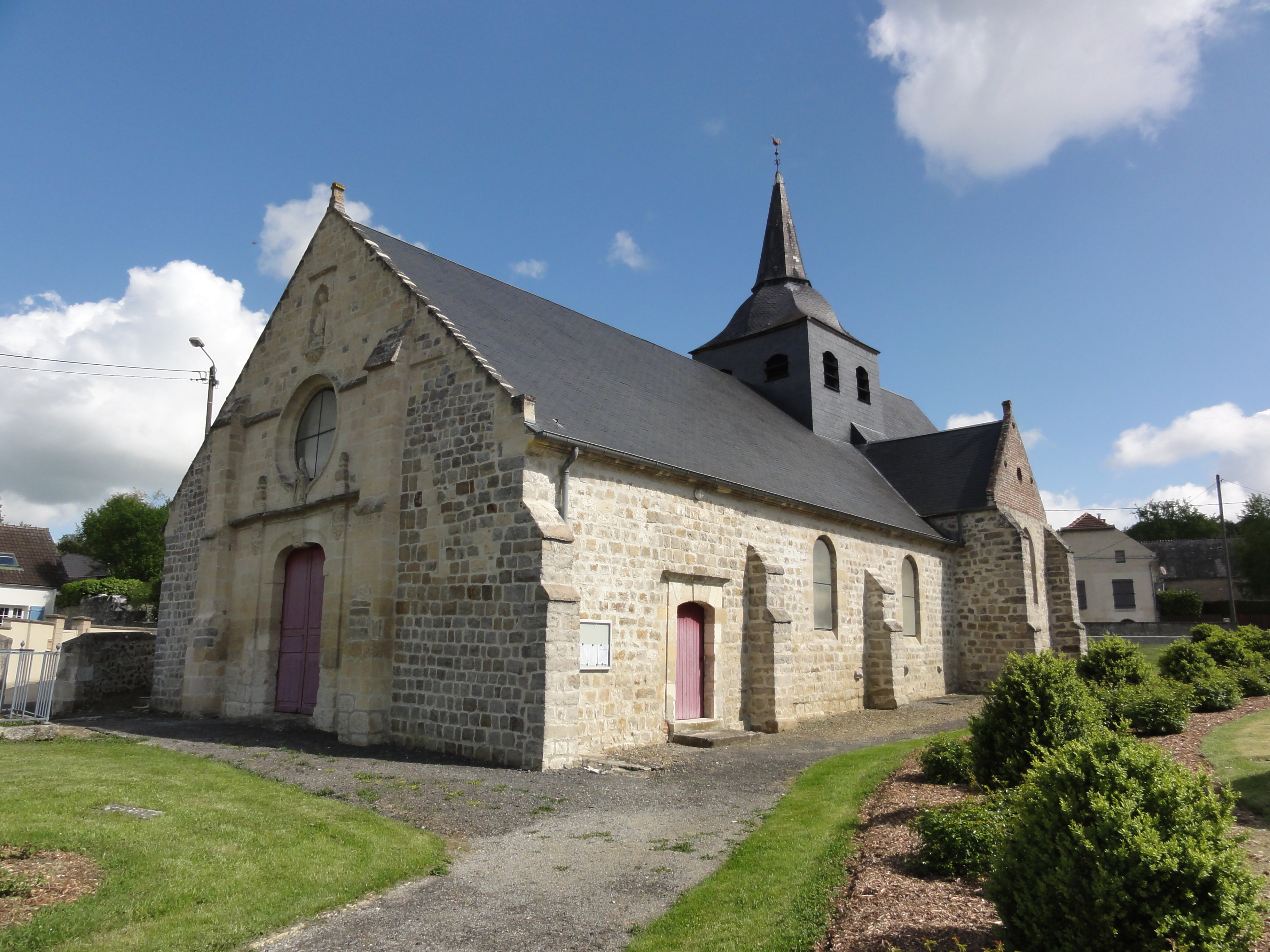
Kirche Saint-Sulpice-et-Saint-Antoine

- Kirche Saint-Sulpice-et-Saint-Antoine